# 林農園
株式会社林農園（はやしのうえん）は、長野県塩尻市にあるワインメーカーである。五一わいん（ごいちわいん）で知られる。

## 概要
1911年（明治44年）、創業者林五一が、信州桔梗ヶ原に入植し、ブドウの栽培を始めたことに始まる。1919年（大正8年）、ワインの醸造を開始した。その後、ジュースの製造を始め、現在も続けられている。1951年（昭和26年）、山形県から「メルロー」の枝を入手し、桔梗ヶ原の農園で本格的にメルローの栽培を始めた。1975年（昭和50年）、「五一わいん」を醸造、販売を開始した。2011年（平成23年）、塩尻市柿沢に新たな農場を開いた。

## 所在地
- 〒399-6461
- 長野県塩尻市大字宗賀1298-170

桔梗ヶ原農場
海抜700m、北緯36度の丘陵地帯で、日本有数のブドウ・ワインの産地である。特に、赤ワインの原料「メルロー種」の栽培に適した土壌と気候である。林農園では、自社農園のほか、約100軒の契約農家で栽培されたブドウを原料に、さまざまなタイプのワインを醸造している。特に力を入れているのは、「メルロー種」と「シャルドネ種」である。
柿沢農場
桔梗ヶ原農場よりも約100m高地で、気温が1度ほど低く収穫量は減るが、垣根式で「メルロー」・「シャルドネ」・「ピノ・ノワール」などを栽培している。

## 沿革

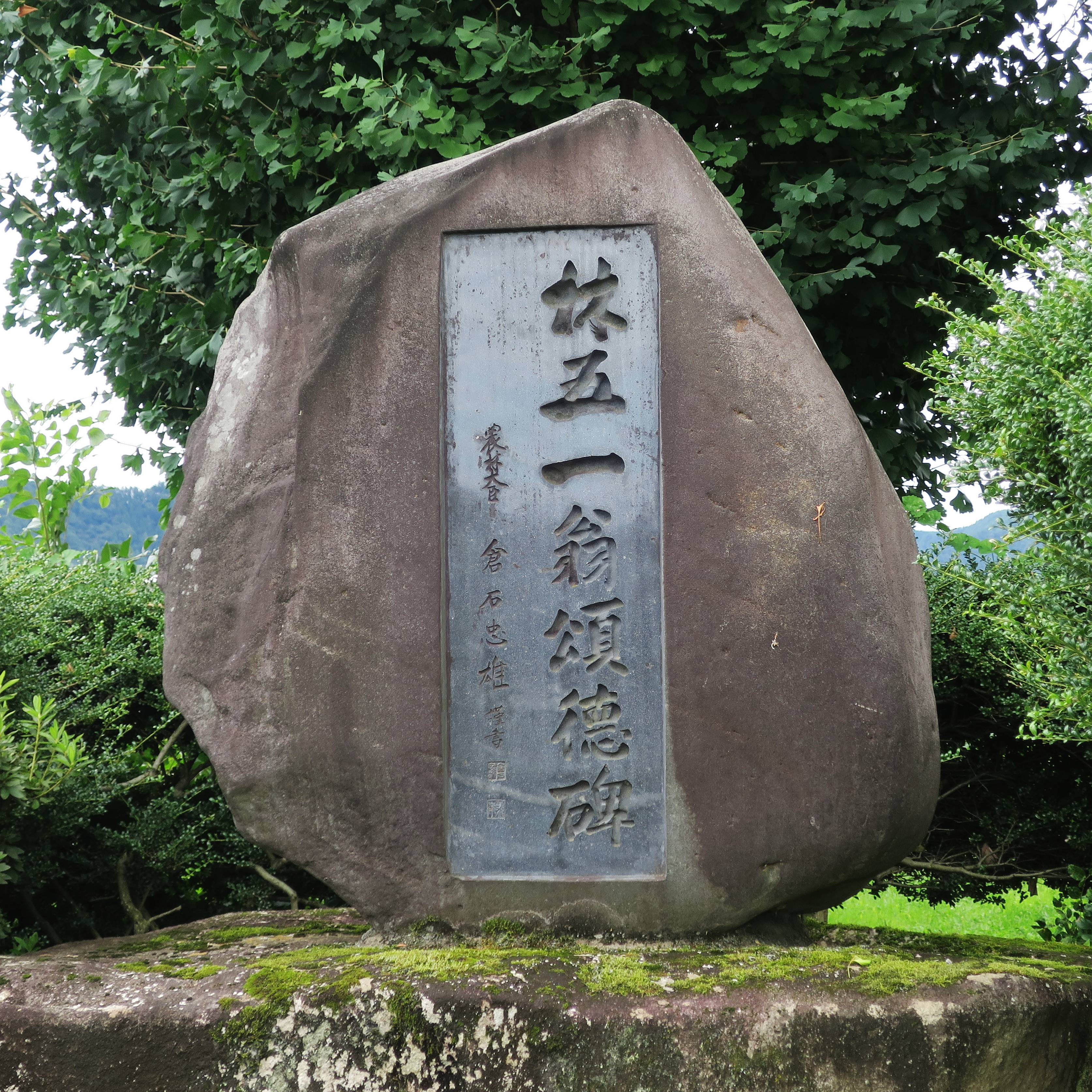
林五一翁頌徳碑

- 1911年（明治44年） - 林五一は、信州桔梗ヶ原に入植し、果樹の栽培を開始。
- 1919年（大正8年） - ワインの醸造を開始、「鷹の羽生ブドウ酒」を製造。
- 1931年（昭和6年） - 果樹100%のグレ－プジュースの製造を始める。
- 1951年（昭和26年） - 山形県より「メルロー」の枝を持ち帰り栽培を開始。
- 1975年（昭和50年） - 商標「五一ワイン」の販売を開始。
- 1993年（平成5年） - 農園の「シャルドネ」に貴腐化を発見、貴腐ワイン醸造に挑戦し、貴腐ワイン誕生。
- 2005年（平成17年） - 「リュブリャーナ国際ワインコンクール」で、「ザ・ゴイチ貴腐 1995」が金賞を受賞。
- 2011年（平成23年） - 塩尻市柿沢の5ヘクタールの土地に自社農園を開く[3][4]。

## 利用情報
- 定休日 - 土日祝祭日、年末年始、お盆
- 営業時間 - 午前8時30分-午後5時（農場見学、試飲、ショップ）
- 工場見学 - 不可
- ぶどう園 - 見学可[4]

## 授賞歴
「日本ワインコンクール（Japan Wine Competition）」
- 第2回 2004年（平成16年）金賞受賞[6]
  - 極甘口「貴腐郷40（葡萄収穫1996/1997）」
- 第5回 2007年（平成19年）金賞受賞[7]
  - 欧州系・赤、最優秀カテゴリー賞「桔梗ヶ原メルロ2004東畑」
- 第17回 2019年（令和元年）金賞受賞[8]
  - 欧州系・赤「エステートゴイチ メルロ 柿沢 2016」
- 第18回 2023年（令和5年）金賞受賞[9]
  - 欧州系・赤「エステートゴイチ シラー 2021」

## 交通アクセス
- 鉄道 - JR中央線、塩尻駅より徒歩約25分
- タクシー - 塩尻駅より約5分
- 乗用車 - 塩尻インターチェンジより車で7分